# アンドエム
有限会社アンドエムは、東京都新宿区に本社を置く日本の芸能プロダクション。

## 概要
2005年4月20日創立。

## 主な所属タレント
※2020年9月16日時点
- 後藤麻衣
- 小田飛鳥
- 松山まなか
- 桜井ゆかり
- 叶有紗